# Province d'Ajaccio
La province d'Ajaccio est une ancienne division territoriale de la Corse, créée par l'administration génoise et remplacée le 15 janvier 1790 sous l'administration française par le district d'Ajaccio. Son chef-lieu était Ajaccio.

## Géographie
La province d'Ajaccio est située dans l'Au-Delà-des-Monts (correspondant à l'actuelle Corse-du-Sud). Elle est bornée au nord par le Liamone, au sud par le Taravo et à l'est par les montagnes de la chaîne centrale. Elle possède une façade littorale incluant le golfe d'Ajaccio et en partie les golfes de Sagone et de Propriano et comprend tout ou partie des vallées de la Gravona, du Prunelli et du Taravo, troisième plus long fleuve de Corse.
La province d'Ajaccio avait pour provinces limitrophes celles de Sartène au sud, d'Aléria à l'est, de Corte au nord-est et de Vico au nord.

## Composition
La province d'Ajaccio comprenait les pièves suivantes :
- Cinarca ;
- Ajaccio ;
- Mezzana ;
- Celavo ;
- Cauro ;
- Ornano ;
- Talavo.